# Kocsis Pál (nemesítő)

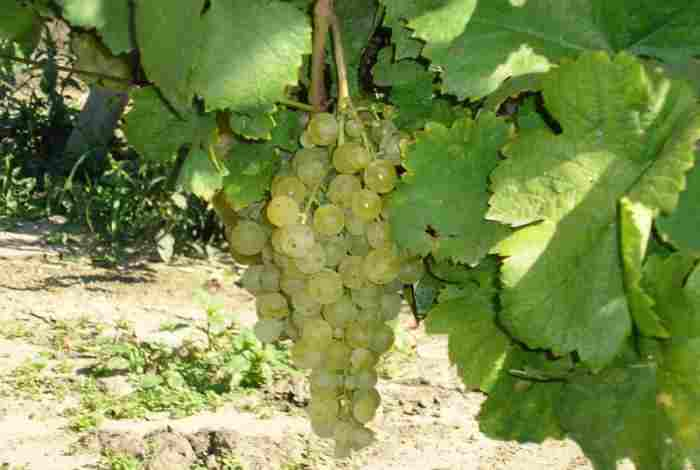
Kocsis Pál 1930-ban nemesített egy új szőlőfajtát Irsai Olivér néven a Csabagyöngye és a Pozsonyi fehér fajtákból.

Kocsis Pál (Kecskemét, 1884. december 1. – Budapest, 1967. február 24.) Kossuth-díjas magyar szőlőnemesítő, a 20. századi csemegeszőlő-nemesítés jellegzetes alakja.

## Életpályája
Bognár család fiaként született. Már gyermekkorában megismerkedett és egy életre szóló barátságot kötött a szőlővel. Édesanyja ragaszkodott hozzá, hogy iskolai tanulmányait a lehető legjobban végezze. Ösztöndíjasként Párizsba került és festőművészetet tanult, ám apja súlyos betegsége miatt hazatért Kecskemétre. Apja 14 hold szőlőt vásárolt neki Katonatelepen (Kecskemét külvárosa), Mathiász János szőlőnemesítő birtoka mellett.
Mathiász János a filoxéra (szőlőgyökértetű) pusztítása elől menekült a hegyvidékről Kecskemétre és itt folytatta munkásságát, mivel ez a betegség a homoki talajban nincs jelen. Kocsis Pál sokat tanult tőle a nemesítésről, egyre jobban megkedvelték egymást. Ekkor már Kocsist is kizárólag a nemesítés érdekelte. 1915-ben hozta létre első keresztezéseit kecskeméti ízes és kecskeméti rizling néven. 1930-ban nemesített egy új fajtát Irsai Olivér néven szőlőt a csabagyöngye és a pozsonyi fehér fajtákból. Később, 1960-ban Bakonyi Károly az Irsai Olivér és a tramini keresztezésével alkotta a cserszegi fűszeres szőlőfajtát. 1921-ben meghalt barátja, Mathiász János. 1922-ben részt vett élete első önálló kiállításán, ahol aranyérmet nyert. Egyik legjobb barátja Kodály Zoltán volt, barátságukat egy „Kodály Zoltán” nevű nemesített szőlőfajtával pecsételte meg. 1944-ben a második világháború kitörésekor elhagyta birtokát, Budapestre menekült, ott vészelte át az ostromokat. A háború után hazatért kifosztott otthonába. 1949-ben kuláklistára került, birtokát 1951-ben államosították, ahol brigádvezetővé választották. Sokat olvasott, leginkább verseket és irodalmi műveket.
Hazaszeretetét mutatta ki a hibrid szőlőfajtáinak elnevezéseiben: „Magyar az én szülőföldem”, „Tisza”, „Tiborc”, „Hungária”, „Szegény ember szőlője”. 1959-ben Kossuth-díjat kapott nemesítési munkáiért. 1962-ben a szőlőben, munka közben agyvérzés érte, melyből felépült. 1967-ben orvosának tiltása ellenére Budapestre ment és háromnapos borbírálaton vett részt. A második nap délutánján a feleségéhez szólt, hogy menjenek haza a Béke Szállóba. A szállodában a vacsoránál rosszul lett, onnan a Kútvölgyi úti kórházba vitték, ahol 1967. február 24-én elhunyt. A sors iróniája, hogy ebben az időpontban barátja, Kodály Zoltán is ugyanebben a kórházban, egy másik szobában feküdt, majd egy hét múlva ő is elhunyt.
Kecskemét város díszsírhelyet adományozott számára. Temetésekor református búcsúztatást kapott, hiszen haláláig az egyház presbitere volt. Sírja mellett, a Kecskeméti Köztemetőben ma is szőlő hajt.

## Nemesítései
Több szőlőfajtát hozott létre. Legismertebb a kettős hasznosítású Irsai Olivér és Kocsis Irma. Utóbbit leányáról (Nagy Imréné Kocsis Irma) nevezte el. További nemesítései a Balaton kincse, a Szent László, az Attila, a Kecskeméti rizling, a Kecskeméti ízes, az Úrréti, a Magyar az én szülőföldem, a Tisza, a Tiborc, a Hungária, a Bernáth János, a Szegény ember szőlője és barátja emlékére a Kodály Zoltán nevű szőlőfajták.

## Emlékezete
- Nevét Kecskeméten iskola, Katonatelepen utca viseli, ahol emléktábla is megemlékezik munkásságáról. Baján is utca névadója.
- Kocsis Pál-díj a Kunsági Borvidék Hegyközségi Tanácsa által alapított díj.[8]